# جون نيومان إدواردز
جون نيومان إدواردز (بالإنجليزية: John Newman Edwards)‏ هو صحفي أمريكي، ولد في 4 يناير 1839 في مقاطعة وارين في الولايات المتحدة، وتوفي في 4 مايو 1889.